# Émilie Contat

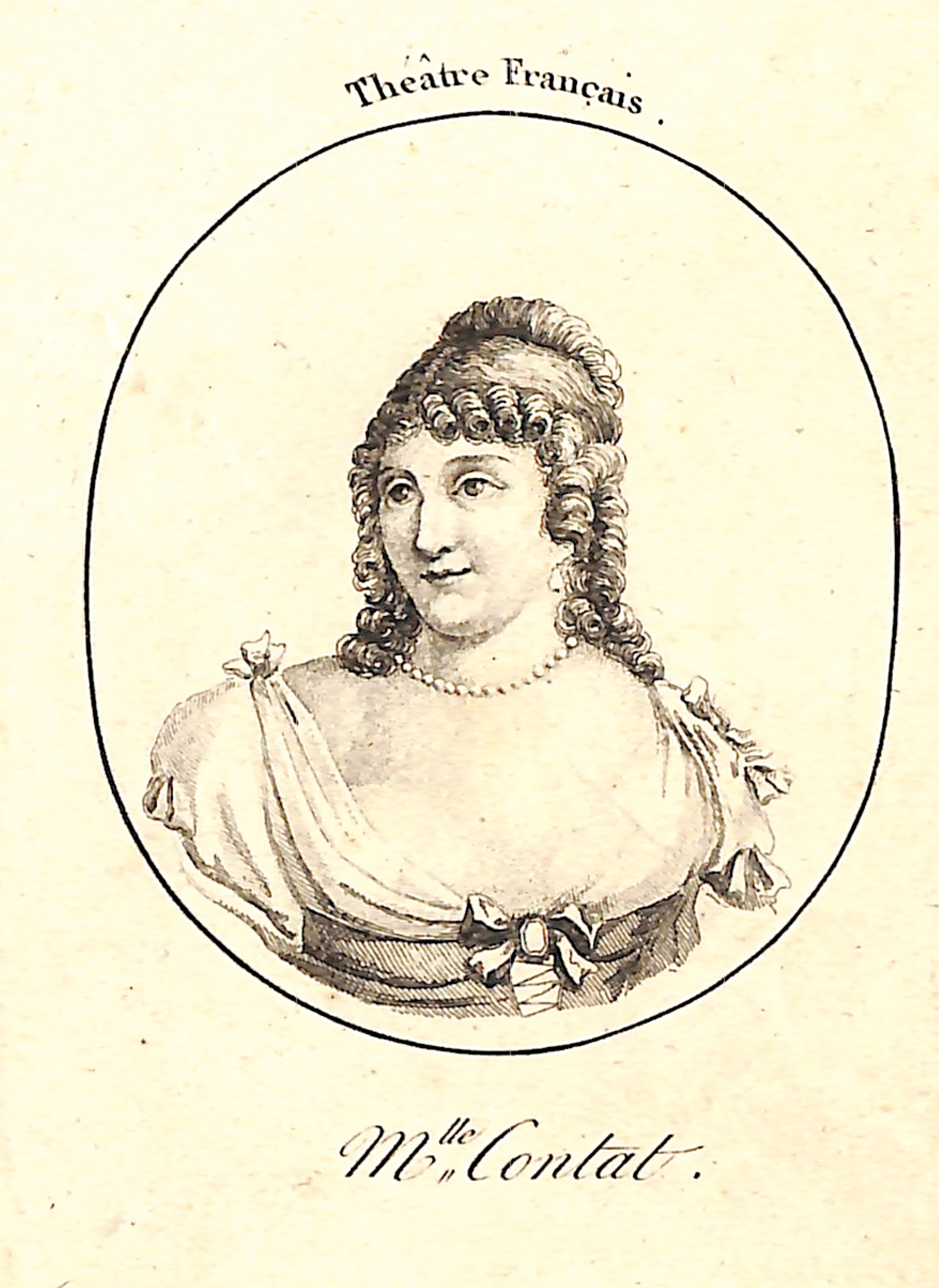
Porträt von Émilie Contat

Émilie Contat, auch  Émilie Ainée (* 28. Dezember 1770 in Paris; † 26. April 1846 in Nogent-sur-Vernisson), war eine französische Schauspielerin.
Contat wurde von ihrer um zehn Jahre älteren Schwester Louise Contat an die Comédie-Française empfohlen und so konnte sie im Jahr 1784 ihr Debüt in der Rolle der Fanchette, in Beaumarchais Stück Le mariage de Figaro, geben. Bereits ein halbes Jahr später wurde sie, 15-jährig, in die Société de la Comédie-Française aufgenommen. Sie eiferte ihrer Schwester nach, hatte aber ein anderes Repertoire, denn am besten war sie in der Rolle der Soubrette.
In der Hochphase der Französischen Revolution, zur Zeit der Terrorherrschaft, musste die laufende Inszenierung abgebrochen werden. Contat und ihre Schwester wurden wie viele ihrer Bühnenkollegen im Couvent des Filles-Anglaises festgesetzt und kamen erst nach dem Sturz Robespierres wieder auf freien Fuß. Sie fand, zusammen mit ihrer Schwester, im neu gegründeten Théâtre Feydeau ein neues Engagement, das sie bis zur Neugründung der Comédie behielt.
An der Comédie nahm sie wieder ihren alten Platz als fester Bestandteil des Ensembles ein. Auffallend war, dass sie mit ihrer älteren Schwester nicht um Rollen buhlte, sondern das Recht der Erstgeborenen respektierte. Trotz allem bekam sie immer gute Rollen.
Über Contats Fortkommen ist wenig bekannt. Im Jahr 1812 unternahm sie eine Reise nach Dresden und 1817 heiratete sie Marie-Bernard Chagot de Fays, der in der Abteilung für Rechtsstreitigkeiten im Finanzministerium beschäftigt war, jedoch schon kurz nach der Hochzeit starb. Im gleichen Jahr nahm sie ihren Bühnenabschied und setzte sich zur Ruhe.
Sie hinterließ drei Kinder, zwei Mädchen und einen Jungen, die aber keine Schauspielerlaufbahn einschlugen.